# Mariano Pintus
Mariano Pintus (Luras, 24 settembre 1916 – Roma, 21 maggio 1983) è stato un giornalista e politico italiano.

## Biografia
Nato a Luras nel 1916, si trasferì adolescente a Roma, studente presso il Liceo Santa Maria e poi all'Università La Sapienza, dove si laureò in Giurisprudenza. Contemporaneamente aderì ai movimenti cattolici, e iniziò l'attività giornalistica come redattore del Popolo, e collaborando con vari giornali e riviste.
Nel dopoguerra fu eletto alla Camera dei deputati per quattro legislature, dal 1953 al 1972, ricoprendo gli incarichi di componente di varie commissioni parlamentari e di rappresentante italiano (di nomina parlamentare) al Parlamento Europeo. È stato nominato Sottosegretario al Ministero della Marina Mercantile nel Governo Moro I e nel Governo Leone II. Nel 1960 ha fondato la “Rivista di Diritto Europeo”; ha presieduto per lungo tempo il “Centro per le relazioni italo-arabe”.
Nella sua attività politica, si è sempre distinto per i suoi interventi in favore della Sardegna; ha firmato, insieme ad Antonio Segni, la proposta di legge per la realizzazione della diga sul Fiume Liscia, nel territorio comunale del suo paese natìo; è stato cofirmatario delle proposte di legge sull'istituzione della Provincia di Oristano e della zona industriale Porto Torres-Sassari. Per quanto riguarda le problematiche sociali, inoltre, Pintus ha cofirmato le proposte di legge per l'estensione dell'assistenza malattia ai coltivatori diretti e per l'estensione dell'assicurazione obbligatoria per l'invalidità, la vecchiaia e i superstiti, a favore delle categorie artigiane. Tutte queste proposte furono approvate in aula e ratificate dal Senato. Minor fortuna ebbe la proposta, che sottoscrisse quale unico firmatario, per limitare l'accesso alla professione giornalistica ai soli laureati.
Mariano Pintus è scomparso a Roma a soli 67 anni.

## Opere
- Rompere la catena che rallenta lo sviluppo economico meridionale, Roma, 1959.
- L'Europa delle occasioni perdute: da Briand al Parlamento eletto (1929-1979), con prefazione di Leo Tindemans, Tipografia Sallustiana, Roma, 1979.